# Магалянес и Чилийска Антарктика
Магалянес и Чилийска Антарктика (на испански: Magallanes y de la Antártica Chilena) е един от 15-те региона на южноамериканската държава Чили. Регионът е разположен в най-южната част на страната. Населението е 166 533 жители (по преброяване от април 2017 г.). Общата му площ – 132 297 км², което го прави най-големият регион по площ и вторият по население в страната.